# Dana Pagett
Dana P. Pagett (El Segundo, 29 marzo 1949) è un ex cestista e allenatore di pallacanestro statunitense, professionista nella ABA.

## Carriera

### Giocatore
Dopo aver giocato alla El Segundo High School è passato in NCAA dove ha giocato dal 1967 al 1971 con USC. Nel Draft NBA 1971 è stato selezionato dai Philadelphia 76ers all'undicesimo giro con la centosettantottesima scelta assoluta. Non ha mai giocato a Philadelphia, disputando invece 5 partite nella ABA con i Virginia Squires nella stagione 1971-1972, nel corso della quale in complessivi 34 minuti ha segnato 5 punti totali, con anche 3 rimbalzi e 6 assist. Successivamente lascia la squadra e nell'estate del 1972 passa ai Portland TrailBlazers in NBA, venendo però tagliato prima dell'inizio del campionato.

### Allenatore
Ha lavorato come assistente allenatore in numerose università statunitensi; la sua prima esperienza in NCAA è a Loyola Marymount, ma in seguito fa da assistente anche a Long Beach State, Utah State e nella squadra del Rancho Santiago Community College, nella quale successivamente ha anche allenato come capo allenatore a partire dal 1982.